# موسز سندرز
موسز سندرز (انگلیسی: Moses Sanders؛ ۲۶ سپتامبر ۱۸۷۳ – ۱۹۴۱ (۶۷−۶۸ سال)) بازیکن فوتبال اهل بریتانیا بود.
از باشگاه‌هایی که در آن بازی کرده‌است می‌توان به باشگاه فوتبال آرسنال، باشگاه فوتبال کرو آلکساندرا، باشگاه فوتبال پرستون نورث اند، و باشگاه فوتبال دارتفورد اشاره کرد.